# Franciscus Josephus Waals
Franciscus Josephus Waals (Leiden, 18 februari 1905 – Laag-Keppel, 1 maart 1987) was een Nederlands politicus.
Hij werd geboren als zoon van Anthonie Arnoldus Waals (1863-1934; winkelier) en Anna Maria Kruger (1870-1943). Hij deed gymnasium bij het St. Canisius College in Nijmegen en is aan de Rijksuniversiteit Leiden afgestudeerd in de rechten. Waals was volontair bij de gemeentesecretarie van Elst voor hij in februari 1939 burgemeester van Dreumel werd. In 1946 volgde zijn benoeming tot burgemeester van Lichtenvoorde. Tijdens ziekteverlof van Waals in de periode 1968-1969 was Cornelis Slobbe, oud-burgemeester van Zwijndrecht, waarnemend burgemeester van Lichtenvoorde. Waals ging in 1970 met pensioen en overleed in 1987 op 82-jarige leeftijd. Zijn zoon Jos Waals is ook burgemeester geweest.